# James Noble
Pour les articles homonymes, voir Noble.
James Noble, né le 5 mars 1922 à Dallas (Texas), et mort le 28 mars 2016 à Norwalk (Connecticut), est un acteur américain,.

## Biographie
James Noble est le fils de Lois Frances (née Wilkes) et Ralph Byrne Noble.
Il étudie le théâtre et l'ingénierie à l'université méthodiste du Sud, avant de la quitter pour servir dans la marine des États-Unis au cours de la Seconde Guerre mondiale.
Après son retour de la guerre, Noble étudie le théâtre avec Lee Strasberg et fait des apparitions dans des théâtres de Broadway. Sa carrière de télévision commence dans des feuilletons, comme The Brighter Day (en), As the World Turns, The Doctors et Un monde à part. Ses rôles grand écran incluent : le révérend John Witherspoon dans la version cinématographique de la comédie musicale de Broadway 1776 (1972), les rôles variés que les médecins dans des films tels que One Summer Love (1976), Elle (1979) et Promises in the Dark (1979), Kaufman, chef d'état-major du président, dans Bienvenue, mister Chance (1979), le père O'Flanagan dans la comédie suite Y a-t-il enfin un pilote dans l'avion ? (1982), Sinclair dans A Tiger's Tale (en) (1987), chef de Wilkins dans la comédie Paramedics (film) (en) (1988) et le Dr Bailey dans Le ciel s'est trompé (1989).
En 2005, il a co-fondé Ouvrir la porte de photos avec l'actrice Colleen Murphy (en), et produit et joué dans le court-métrage Glacier Bay, qui a remporté plusieurs prix lors de festivals aux États-Unis. Noble a joué la version live action de Archie Comics caractère Hiram Lodge dans le film, Archie: To Riverdale and Back Again (en) (1990).

### Vie privée
Noble a été marié à l'actrice Carolyn Coates (29 avril 1927 - 28 mars 2005 (77 ans)) de 1956 à sa mort en 2005. Ils ont eu une fille.

### Mort
Il meurt le 28 mars 2016, à l'âge de 94 ans, dans le Connecticut. Un porte-parole de sa famille a déclaré que l'acteur avait été victime d'un accident vasculaire cérébral la semaine précédant sa mort.